# Endasys rugifacies
Endasys rugifacies là một loài tò vò trong họ Ichneumonidae.